# Liste der Baudenkmale in Harz (Landkreis Goslar)
In der Liste der Baudenkmale in Harz (Gemeindefreies Gebiet) sind alle Baudenkmale der niedersächsischen gemeindefreien Gebietes Harz (Landkreis Goslar) aufgelistet. Die Quelle der Baudenkmale ist der Denkmalatlas Niedersachsen. Der Stand der Liste ist der 2. Januar 2021.

## Allgemein
In den Spalten befinden sich folgende Informationen:
- Lage: die Adresse des Baudenkmales und die geographischen Koordinaten. Kartenansicht, um Koordinaten zu setzen. In der Kartenansicht sind Baudenkmale ohne Koordinaten mit einem roten Marker dargestellt und können in der Karte gesetzt werden. Baudenkmale ohne Bild sind mit einem blauen Marker gekennzeichnet, Baudenkmale mit Bild mit einem grünen Marker.
- Bezeichnung: Bezeichnung des Baudenkmales
- Beschreibung: die Beschreibung des Baudenkmales. Unter § 3 Abs. 2 NDSchG werden Einzeldenkmale und unter § 3 Abs. 3 NDSchG Gruppen baulicher Anlagen und deren Bestandteile ausgewiesen.
- ID: die Objekt-ID des Baudenkmales
- Bild: ein Bild des Baudenkmales, ggf. zusätzlich mit einem Link zu weiteren Fotos des Baudenkmals im Medienarchiv Wikimedia Commons. Wenn man auf das Kamerasymbol klickt, können Fotos zu Baudenkmalen aus dieser Liste hochgeladen werden:

## Gittelde, Forst

### Gruppe: Ruine Stauffenburg
Baudenkmal (Gruppe):

| Lage                        | Bezeichnung        | Beschreibung | ID       | Bild           |
| --------------------------- | ------------------ | ------------ | -------- | -------------- |
| 51° 49′ 16″ N, 10° 10′ 1″ O | Ruine Stauffenburg |              | 37684219 | Weitere Bilder |

Baudenkmale (Einzeln):

| Lage                                           | Bezeichnung        | Beschreibung | ID       | Bild           |
| ---------------------------------------------- | ------------------ | ------------ | -------- | -------------- |
| Ruine Stauffenburg 51° 49′ 16″ N, 10° 10′ 1″ O | Ruine Stauffenburg |              | 37718101 | Weitere Bilder |

## Zellerfeld (Forst)

### Gruppe: Okertalsperre
| Lage                         | Bezeichnung   | Beschreibung | ID       | Bild           |
| ---------------------------- | ------------- | ------------ | -------- | -------------- |
| 51° 50′ 59″ N, 10° 27′ 24″ O | Okertalsperre |              | 43994369 | Weitere Bilder |

Baudenkmale (Einzeln):

| Lage                                    | Bezeichnung                                | Beschreibung | ID       | Bild |
| --------------------------------------- | ------------------------------------------ | --- | -------- | ---- |
| 51° 49′ 22″ N, 10° 26′ 47″ O            | Vorsperre                                  | Staumauer der Vorsperre der Okertalsperre | 47031810 |      |
| 51° 51′ 3″ N, 10° 27′ 30″ O             | Staumauer                                  | Staumauer der Okertalsperre. Es handelt sich hier um die einzige Bogengewichtsmauer in Deutschland. Fertiggestellt 1956 mit Stilelementen der 1950er Jahre | 44195358 |      |
| 51° 51′ 5″ N, 10° 27′ 26″ O             | Café (Kaffeehaus)                          | Gaststätte an der Staumauer der Okertalsperre im Stil der 1950er Jahre | 37741171 | BW   |
| 51° 51′ 6″ N, 10° 27′ 25″ O             | Denkmal                                    | Kleines Bauwerk im 1950er-Jahre-Stil mit einer Tafel mit den Hauptdaten der Okertalsperre. Standort ist der linke (westliche) Übergang von der Mauer zum Hang. | 37741197 |      |
| B498 (alt) 51° 51′ 18″ N, 10° 27′ 36″ O | Chaussee B 498/alter Verlauf im Okertal    | Die Bundesstraße 498 verlief bis zum Bau der Okertalsperre am Ufer der Oker im Tal entlang und musste durch den Bau der Okertalsperre verlegt werden. Ein Teil der alten Straße ist ab dem Staudamm talwärts bis Romkerhalle entlang der Oker erhalten geblieben. Die Straße, einschließlich Pflasterung, Allee, Begrenzungs- und Bordsteinen ist ein typisches Beispiel für den Straßenbau in der ersten Hälfte des 20. Jahrhunderts. | 37741370 | BW   |
| 51° 51′ 19″ N, 10° 27′ 36″ O            | Pflasterung B 498/alter Verlauf im Okertal | | 37741220 | BW   |
| 51° 51′ 19″ N, 10° 27′ 36″ O            | Alleebäume B 498/alter Verlauf im Okertal  | | 37741150 | BW   |
| 51° 51′ 19″ N, 10° 27′ 36″ O            | Bordstein B 498/alter Verlauf im Okertal   | | 37741104 | BW   |
| 51° 51′ 28″ N, 10° 28′ 16″ O            | Kraftwerk Romkerhalle                      | Wasserkraftwerk bei Romkerhalle unterhalb der Okertalsperre. Fertiggestellt 1956 mit deutlichen Stilelementen der 1950er Jahre. | 43994382 |      |

### Einzelbaudenkmale
| Lage                                        | Bezeichnung                      | Beschreibung | ID       | Bild |
| ------------------------------------------- | -------------------------------- | --- | -------- | ---- |
| K 38 (km 5,1) 51° 48′ 25″ N, 10° 24′ 12″ O  | Eisenbahnbrücke WL Platzkappe    | Eisenbahnbrücke der Innerstetalbahn | 37717993 | BW   |
| K 38 (km 5,9) 51° 48′ 17″ N, 10° 24′ 49″ O  | Eisenbahnbrücke WL Lehmkappe     | Eisenbahnbrücke der Innerstetalbahn | 37718019 |      |
| K 38 (km 7,15) 51° 48′ 29″ N, 10° 25′ 39″ O | Gewölbebrücke, Hellertal Viadukt | Eisenbahnbrücke der Innerstetalbahn | 37718045 |      |
| Goetheweg 51° 47′ 55″ N, 10° 32′ 39″ O      | Abbegraben                       | Kunstgraben südöstlich von Torfhaus am Goetheweg. Er ist 1,5 km lang und wurde 1827 gebaut. Er ist Bestandteil der UNESCO-Welterbestätte Bergwerk Rammelsberg, Altstadt von Goslar und Oberharzer Wasserwirtschaft. | 43979471 |      |